# Liste der Naturdenkmale in Weisenheim am Berg
Die Liste der Naturdenkmale in Weisenheim am Berg nennt die im Gemeindegebiet von Weisenheim am Berg ausgewiesenen Naturdenkmale (Stand 4. März 2024).

## Naturdenkmale
| Nr.         | Bezeichnung                               | Lage                              | Beschreibung           | Bild                                    |
| ----------- | ----------------------------------------- | --------------------------------- | ---------------------- | --------------------------------------- |
| ND-7332-195 | Ungeheuersee                              | südwestlich des Ortes Lage        | Hochmoorteich          | mehr Fotos \| Fotos hochladen           |
| ND-7332-196 | Edelkastanie                              | Im Eiertal/Haalbergstraße Lage    | Castanea sativa        | Direkt Bild zu diesem Denkmal hochladen |
| ND-7332-197 | Rosskastanie                              | Kirchgasse Lage                   | Aesculus hippocastanum | Direkt Bild zu diesem Denkmal hochladen |
| ND-7332-198 | Gehölzgruppe                              | Kirchgasse Lage                   | Gehölzgruppe           | Direkt Bild zu diesem Denkmal hochladen |
| ND-7332-210 | Winterlinde                               | Leistadter Straße, bei Nr. 6 Lage | Tilia cordata          | Direkt Bild zu diesem Denkmal hochladen |
| ND-7332-225 | Altgehölz vor der protestantischen Kirche | Kirchgasse Lage                   | Baumbestand            | Fotos hochladen                         |

## Ehemalige Naturdenkmale
| Nr.         | Bezeichnung            | Lage                                   | Beschreibung                                         | Bild                                    |
| ----------- | ---------------------- | -------------------------------------- | ---------------------------------------------------- | --------------------------------------- |
| ND-7332-220 | Japanischer Schnurbaum | Am Wingertsberg, auf dem Friedhof Lage | Styphnolobium japonicum; Rechtsverordnung aufgehoben | Direkt Bild zu diesem Denkmal hochladen |